# Лењинизам
Лењинизам је име за одређено схватање друштвено-политичних проблема света и његовог развоја тј. Лењинова интерпретација и практична апликација марксизма. Установио га је Лењин у периоду од краја 19. века до тридесетих година 20. века. Лењин се бавио односима револуционарног пролетаријата до државе и скупштине. Занимао се за облик и владавину радничке класе, питања стратегије и тактике револуционарне борбе, организацију партије, однос пролетаријата рата и националним питањем. Његови најбитнији закључци о историјском значају империјализам као и о почетку и успеху о социјалистичкој револуцији у неразвијеним државама. Функција лењинистичке авангардне партије је да обезбеди радничкој класи политичку свест (образовање и организација) и револуционарно вођство неопходно за свргавање капитализма у Руском царству (1721–1917). Лењинистичко револуционарно вођство заснива се на Комунистичком манифесту (1848) који идентификује комунистичку партију као „најнапреднији и најодлучнији део партија радничке класе сваке земље; онај део који гура напред све остале“. Као авангардна партија, бољшевици су посматрали историју кроз теоријски оквир дијалектичког материјализма, који је санкционисао политичку посвећеност успешном рушењу капитализма, а затим и успостављању социјализма; и да, као револуционарна национална влада, свим средствима оствари друштвено-економску транзицију.
После Октобарске револуције (1917), лењинизам је био доминантна верзија марксизма у Русији и основа совјетске демократије, владавине директно изабраних совјета. У успостављању социјалистичког начина производње у бољшевичкој Русији — декретом о земљи (1917), ратним комунизмом (1918–1921) и новом економском политиком (1921–1928) — револуционарни режим је потиснуо већину политичке опозиције, укључујући марксисте који су супротстављали Лењиновом деловању, анархисте и мењшевике, фракције Социјалистичке револуционарне партије и левих социјалиста-револуционара. Руски грађански рат (1917–1922), који је укључивао савезничку интервенцију седамнаест армија у Руском грађанском рату (1917–1925), и левичарски устанак против бољшевика (1918–1924) били су спољни и унутрашњи ратови који су трансформисали Бољшевичку Русију у Руску Социјалистичку Федеративну Совјетску Републику (РСФСР), језгро републике Савеза Совјетских Социјалистичких Република (СССР).
Као револуционарна пракса, лењинизам првобитно није био ни права филозофија, ни дискретна политичка теорија. Лењинизам обухвата политичко-економски развој ортодоксног марксизма и Лењинове интерпретације марксизма, који функционишу као прагматична синтеза за практичну примену на стварне услове (политичке, друштвене, економске) постеманципационог аграрног друштва Царске Русије почетком 20. века. Као политичко-научни термин, Лењинова теорија пролетерске револуције ушла је у уобичајену употребу на петом конгресу Комунистичке интернационале (1924), када је Григориј Зиновјев применио термин лењинизам да означи „авангардну партијску револуцију“. Термин лењинизам је био прихваћен као део речника и доктрине КПСС око 1922. године, а јануара 1923. године, упркос Лењиновим примедбама, ушао је у јавни речник.

## Историјска позадина
У 19. веку Карл Маркс и Фридрих Енгелс су написали Манифест Комунистичке партије (1848) у коме су позвали на политичко уједињење европских радничких класа како би се постигла комунистичка револуција; и предложио је да, пошто је друштвено-економска организација комунизма била вишег облика од капитализма, радничка револуција би се најпре одвила у индустријализованим земљама. У Немачкој, марксистичка социјалдемократија је била политичка перспектива Социјалдемократске партије Немачке, инспиришући руске марксисте, као што је Лењин.
Почетком 20. века, друштвено-економска заосталост Царске Русије (1721–1917) — комбиновани и неравномерни економски развој — омогућила је брзу и интензивну индустријализацију, која је произвела уједињен раднички пролетаријат у претежно аграрном друштву. Штавише, пошто је индустријализација углавном финансирана страним капиталом, Царска Русија није поседовала револуционарну буржоазију са политичким и економским утицајем на раднике и сељаке, као што је то био случај у Француској револуцији (1789–1799), у 18. века. Иако је руска политичка економија била аграрна и полуфеудална, задатак демократске револуције пао је на урбану, индустријску радничку класу као једину друштвену класу способну да изврши земљишну реформу и демократизацију, с обзиром да би руска буржоазија угушила сваку револуцију.
У Априлским тезама (1917), политичкој стратегији Октобарске револуције (7–8 новембра 1917), Лењин је предложио да руска револуција није изоловани национални догађај, већ суштински међународни догађај – прва социјалистичка револуција у свету. Лењинова практична примена марксизма и пролетерске револуције на друштвене, политичке и економске услове аграрне Русије мотивисала је и подстакла „револуционарни национализам сиромашних“ да свргну апсолутну монархију три стотине година старе династије Романових ( 1613–1917), као руских царева.

### Империјализам
У Империјализму, највишем степену капитализма (1916) Лењинове економске анализе су показале да ће се капитализам трансформисати у глобални финансијски систем, којим су индустријализоване земље извозиле финансијски капитал у своје колоније и тако остваривале експлоатацију рада домородаца, експлоатацију становништва и природних ресурса њихових земаља. Таква суперексплоатација омогућава богатим земљама да одрже домаћу радничку аристократију са нешто вишим животним стандардом од већине радника и тако обезбеде мирне односе између рада и капитала у капиталистичкој домовини. Дакле, пролетерска револуција радника и сељака није могла да се догоди у капиталистичким земљама док је империјалистички систем глобалног финансирања остао на месту. Прва пролетерска револуција би се морала десити у неразвијеној земљи, као што је империјална Русија, која је била политички најслабија земља у капиталистичком глобалном финансијском систему почетком 20. века. У слогану Сједињених Европских Држава (1915), Лењин је написао:
Радници света, уједините се! — Неуједначен економски и политички развој је апсолутни закон капитализма. Отуда је победа социјализма могућа, прво у неколико, или чак у једној капиталистичкој земљи одвојено. Победнички пролетаријат те земље, након што је експроприсао капиталисте и организовао сопствену социјалистичку производњу, устао би против остатка света, капиталистичког света.— Collected Works, vol. 18, p. 232